# Кубок Митропы 1976/1977
Кубок Митропы 1976/77 — 36-й розыгрыш Кубка Митропы. В нём принимали участие четыре команды из Венгрии, Италии, Чехословакии и Югославии.
Формат данного розыгрыша был в очередной раз реорганизован — теперь кубок полностью разыгрывался по круговой системе. При равенстве очков победителем признавалась команда, имевшая лучшую разницу забитых и пропущенных мячей.
Победу в соревновании одержал югославский клуб «Войводина».

## Турнирная таблица
| М | Команда        | И | В | Н | П | МЗ | МП | РМ | О |
| - | -------------- | - | - | - | - | -- | -- | -- | - |
| 1 | Войводина      | 6 | 2 | 3 | 1 | 10 | 8  | +2 | 7 |
| 2 | Вашаш          | 6 | 3 | 1 | 2 | 9  | 8  | +1 | 7 |
| 3 | Фиорентина     | 6 | 2 | 1 | 3 | 7  | 8  | −1 | 5 |
| 4 | Спарта (Прага) | 6 | 2 | 1 | 3 | 5  | 7  | −2 | 5 |

Правила начисления очков:
- 2 очка за победу
- 1 очко за ничью
- 0 очков за поражение

## Матчи

### Первый тур
| 3 ноября 1976 | Фиорентина | 0:0                | Войводина | Флоренция                             |
| |            | (протокол) (отчёт) | Мокуш 56' | Стадион: Комунале Судья: Ласло Хамори |
| Фиорентина: Массимо Маттолини, Алессио Тенди, Марко Россинелли, Эннио Пеллегрини, Мауро Делла Мартира, Маурицио Рестелли, Джанфранко Казарса, Доменико Казо, Клаудио Дезолати, Кармело Баньято (46' Санте Крепальди), Джулиано Бертарелли Войводина: Ратко Свилар, Джордже Вуйков, Шандор Мокуш, Мирослав Вукашинович, Васа Рутоньский, Желько Юрчич, Слободан Вучекович, Зоран Мишич, Петар Никезич, Слободан Павкович (68' Ивица Радосавлевич), Драган Бошняк (66' Милорад Косанович) |            |                    |           |                                       |

| 3 ноября 1976 | Спарта (Прага)           | 2:0        | Вашаш  | Прага                                              |
| 16:30 CET | Вдовьяк 32′ · Неврлы 52′ | (протокол) | Варади | Стадион: Летна Зрителей: 3500 Судья: Адольф Матиас |
| Спарта (Прага): Ян Поштулка, Павел Мелихар, Йиржи Росицкий, Франтишек Хованец, Зденек Цаудр, Ян Бушек, Томаш Странский, Вацлав Котал, Милан Чермак, Павел Стратил (46' Йиржи Неврлы), Милан Вдовьяк Вашаш: Ференц Месарош, Петер Тёрёк, Йожеф Канас, Бела Хегедюш (63' Тибор Фабиан), Иштван Сёке, Андраш Комьяти, Шандор Мюллер, Шандор Зомбори, Иштван Ковач, Иштван Гаш (63' Игнац Ижо), Бела Варади |                          |            |        |                                                    |

### Второй тур
| 24 ноября 1976 | Вашаш     | 1:0        | Фиорентина                                                      | Будапешт                                               |
| 13:00 CET | Ковач 17′ | (протокол) | Делла Мартира 40' · Гальдиоло 42' · Антоньони 80' · Казарса 85' | Стадион: Фаи утца Зрителей: 5000 Судья: Мирослав Копал |
| Вашаш: Ференц Месарош, Петер Тёрёк, Йожеф Канас, Бела Хегедюш, Иштван Сёке, Андраш Комьяти, Иштван Ковач, Шандор Зомбори, Шандор Мюллер, Иштван Гаш (68' Игнац Ижо), Бела Варади Фиорентина: Массимо Маттолини, Джанкарло Гальдиоло, Марко Россинелли, Эннио Пеллегрини, Мауро Делла Мартира (61' Алессио Тенди), Маурицио Рестелли, Доменико Казо, Стено Гола (63' Санте Крепальди), Джанкарло Антоньони, Клаудио Дезолати, Джанфранко Казарса |           |            |                                                                 |                                                        |

| 24 ноября 1976                                                           | Войводина             | 2:1     | Спарта (Прага) | Нови-Сад                                            |
|                                                                          | Юрчич 34′ · Мишич 38′ | (отчёт) | Вдовьяк 67′    | Стадион: Градски Зрителей: 2000 Судья: Джулио Чаччи |
| Войводина: Желько Юрчич, Зоран Мишич... Спарта (Прага): Милан Вдовьяк... |                       |         |                |                                                     |

### Третий тур
| 8 декабря 1976 | Вашаш                              | 3:2        | Войводина                                         | Будапешт                                             |
| 13:00 CET | Гаш 5′ 87' · Комьяти 42′ · Ижо 61′ | (протокол) | Никезич 11′ 83′ 83' · Юрчич 37' · Вукашинович 51' | Стадион: Фаи утца Зрителей: 6000 Судья: Йозеф Корчек |
| Вашаш: Ференц Месарош, Петер Тёрёк, Йожеф Канас, Андраш Комьяти, Иштван Сёке, Шандор Мюллер (21' Бела Хегедюш), Шандор Зомбори, Иштван Ковач, Иштван Гаш, Игнац Ижо, Бела Варади Войводина: Ратко Свилар (28' Миладин Пурач), Джордже Вуйков, Желько Юрчич, Васа Рутоньский, Милорад Косанович (51' Душан Ненадич), Мирослав Вукашинович, Петар Никезич, Зоран Мишич, Небойша Вучкович, Слободан Вучекович, Душан Стакич |                                    |            |                                                   |                                                      |

| 8 декабря 1976 | Фиорентина                           | 3:0                | Спарта (Прага) | Флоренция                                                 |
| | Казарса 9′ 34′ (пен.) · Дезолати 41′ | (протокол) (отчёт) |                | Стадион: Комунале Зрителей: 1500 Судья: Томе Манойловский |
| Фиорентина: Альберто Джинульфи, Алессио Тенди, Серджо Дзуккери, Эннио Пеллегрини, Мауро Делла Мартира, Маурицио Рестелли, Кармело Баньято, Стено Гола (75' Антонио Ди Дженнаро), Джанфранко Казарса, Джанкарло Антоньони (46' Доменико Казо), Клаудио Дезолати Спарта (Прага): Йиржи Кислингер, Павел Мелихар (46' Олдржих Урбан), Зденек Цаудр, Йиржи Росицкий, Ярослав Котек (46' Франтишек Хованец), Томаш Странский, Ян Бушек, Богумил Веселый, Вацлав Котал, Милан Чермак, Йиржи Неврлы |                                      |                    |                |                                                           |

### Четвёртый тур
| 16 марта 1977 | Спарта (Прага)                          | 2:0                | Фиорентина                 | Прага                                             |
| | Стратил 37′ 87' · Странский 80′ · Урбан | (протокол) (отчёт) | Гальдиоло · Пеллегрини 70' | Стадион: Летна Зрителей: 3000 Судья: Лайош Шомлаи |
| Спарта (Прага): Йиржи Кислингер, Павел Мелихар, Зденек Цаудр, Томаш Странский, Олдржих Урбан (75' Франтишек Хованец), Ярослав Котек, Ян Бушек, Богумил Веселый, Павел Стратил, Милан Чермак, Милан Вдовьяк (46' Милош Безноска) Фиорентина: Массимо Маттолини, Алессио Тенди, Серджо Дзуккери, Эннио Пеллегрини, Джанкарло Гальдиоло, Маурицио Рестелли, Кармело Баньято, Луиджи Саккетти, Джанфранко Казарса, Джанкарло Антоньони (30' Пьеро Бралья), Санте Крепальди |                                         |                    |                            |                                                   |

| 16 марта 1977 | Войводина                  | 2:2        | Вашаш                             | Нови-Сад                                           |
| 16:00 CET | Илич 47′ · Вукашинович 48′ | (протокол) | Ковач 45' 60′ · Варади 74′ (пен.) | Стадион: Градски Зрителей: 4000 Судья: Йозеф Буцек |
| Войводина: Ратко Свилар, Райко Алексич, Джордже Вуйков (46' Мирослав Вукашинович), Шандор Мокуш, Мартин Новоселац, Желько Юрчич, Ласло Леринц, Душан Стакич (46' Йосиф Илич), Миленко Драгоевич, Петар Никезич, Славко Личинар Вашаш: Ференц Месарош, Петер Тёрёк, Бела Хегедюш, Андраш Комьяти, Михай Кантор, Иштван Гаш, Шандор Мюллер, Шандор Зомбори, Иштван Ковач, Игнац Ижо, Бела Варади |                            |            |                                   |                                                    |

### Пятый тур
| 6 апреля 1977 | Войводина                         | 4:2                | Фиорентина              | Нови-Сад                                                |
| | Вучекович 17′ 19′ 44′ · Мокуш 48′ | (отчёт) (протокол) | Казарса 6′ · Бралья 71′ | Стадион: Градски Зрителей: 4000 Судья: Душан Максимович |
| Войводина: Миладин Пурач, Джордже Вуйков, Шандор Мокуш, Желько Юрчич, Мартин Новоселац, Васа Рутоньский, Ласло Леринц, Петар Никезич (46' Миленко Драгоевич), Слободан Вучекович, Слободан Павкович, Ивица Радосавлевич (46' Славко Личинар) Фиорентина: Альберто Джинульфи, Марко Марки, Серджо Дзуккери, Алессио Тенди, Анджело Фонтани, Маурицио Рестелли, Джанфранко Казарса (67' Пьеро Бралья), Стено Гола, Клаудио Дезолати (46' Кармело Баньято), Джанкарло Антоньони, Санте Крепальди |                                   |                    |                         |                                                         |

| 6 апреля 1977 | Вашаш                      | 2:0        | Спарта (Прага) | Будапешт                                                  |
| 15:00 CET | Ковач 27′ 83′ · Мюллер 54' | (протокол) |                | Стадион: Фаи утца Зрителей: 3500 Судья: Доменико Серафино |
| Вашаш: Ференц Месарош, Петер Тёрёк, Бела Хегедюш, Андраш Комьяти, Иштван Фёльдхази (46' Иштван Сёке), Иштван Гаш, Шандор Мюллер, Шандор Зомбори, Иштван Ковач, Игнац Ижо, Бела Варади Спарта (Прага): Йиржи Кислингер, Франтишек Хованец, Зденек Цаудр, Ярослав Котек, Олдржих Урбан, Йиржи Росицкий (16' Павел Мелихар), Богумил Веселый, Томаш Странский, Вацлав Котал, Милан Чермак (54' Ян Бушек), Милан Вдовьяк |                            |            |                |                                                           |

### Шестой тур
| 20 апреля 1977 | Фиорентина                    | 2:1                       | Вашаш      | Флоренция                                                |
| 16:15 CET | Ди Дженнаро 5′ · Саккетти 87′ | (протокол 1) (протокол 2) | Фекете 55′ | Стадион: Комунале Зрителей: 20 000 Судья: Радмило Ристич |
| Фиорентина: Альберто Джинульфи, Алессио Тенди, Марко Россинелли (69' Марко Марки), Эннио Пеллегрини, Джанкарло Гальдиоло, Серджо Дзуккери (21' Луиджи Саккетти), Маурицио Рестелли, Стено Гола, Клаудио Дезолати, Антонио Ди Дженнаро, Санте Крепальди Вашаш: Ференц Месарош, Тибор Фабиан, Бела Хегедюш, Андраш Шарлош, Михай Кантор, Иштван Гаш, Ласло Фекете, Шандор Мюллер, Игнац Ижо, Иштван Сёке (53' Петер Бечеи), Шандор Замбо |                               |                           |            |                                                          |

| 3 августа 1977 | Спарта (Прага) | 0:0     | Войводина | Прага                                            |
| |                | (отчёт) | Бошняк    | Стадион: Летна Зрителей: 5000 Судья: Ласло Падар |
| Спарта (Прага): Ян Цепо, Вацлав Котал, Властимил Вейнар, Йосеф Рашка... Войводина: Слободан Янюш, Драган Яблан (87' Слободан Пашич), Джордже Вуйков, Владимир Трифунович, Мирослав Яковлевич, Драган Бошняк, Зоран Мишич, Петар Никезич, Ивица Радосавлевич, Слободан Павкович, Ласло Леринц (58' Миленко Драгоевич) |                |         |           |                                                  |

## Лучшие бомбардиры
| № | Игрок              | Команда        | Голы |
| - | ------------------ | -------------- | ---- |
| 1 | Иштван Ковач       | Вашаш          | 4    |
| 2 | Слободан Вучекович | Войводина      | 3    |
| = | Джанфранко Казарса | Фиорентина     | 3    |
| 4 | Милан Вдовьяк      | Спарта (Прага) | 2    |
| = | Петар Никезич      | Войводина      | 2    |